# Philosophiae Naturalis Principia Mathematica

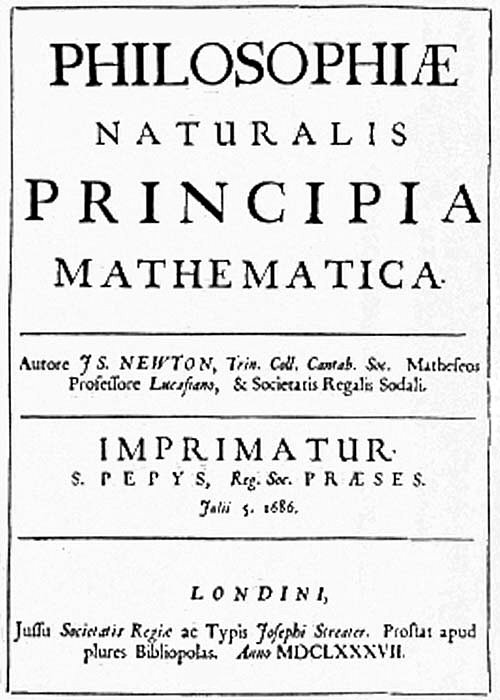
Titelseite von Newtons Philosophiae Naturalis Principia Mathematica von 1687

Philosophiae Naturalis Principia Mathematica (etwa: Die mathematischen Grundlagen der Naturphilosophie; kurz „Principia“) ist ein 1687 in lateinischer Sprache veröffentlichtes Werk von Isaac Newton.
Newton leitete in den Principia das Gesetz der Schwerkraft ab. Er vereinte damit die Forschungen Galileo Galileis zur Beschleunigung und Johannes Keplers zu den Planetenbewegungen (die Keplerschen Gesetze) zu einer einheitlichen Theorie der Gravitation und legte die Grundsteine der klassischen Mechanik, indem er die drei Grundgesetze der Bewegung formulierte. Auch führte er hier die Konzepte von absoluter Zeit, absolutem Raum (gestützt auf sein berühmtes Eimer-Experiment), der Fernwirkung und so auch indirekt das Konzept des Determinismus ein, die allesamt für das naturwissenschaftliche Weltbild vieler Generationen bis zur Relativitätstheorie Albert Einsteins und der Quantenmechanik prägend waren.

## Entstehungsgeschichte
Der eigentliche Anstoß für das Buch kam, als Edmond Halley Newton im August 1684 in Cambridge besuchte und eine Diskussion zwischen ihm, Christopher Wren und Robert Hooke vom Januar desselben Jahres erwähnte, in der Hooke behauptete, die Keplergesetze aus einem Ansatz einer umgekehrt zum Quadrat der Entfernung abnehmenden Gravitationskraft abgeleitet zu haben. Ein solches Kraftgesetz hatte Hooke schon 1674 in (veröffentlichten) Briefen an Newton für die Planetenbewegung verantwortlich gemacht, als ausgleichende Kraft zur Zentrifugalkraft, und auch Halley war zu diesem Schluss gekommen, konnte aber die Keplergesetze daraus nicht ableiten. Newton erwiderte 1684 in Cambridge gegenüber Halley, dass ihm dies schon zuvor gelungen sei, er könne aber die Unterlagen nicht finden. Im November 1685 schickte er Halley die Ableitung in einer Abhandlung De motu corporum in gyrum („Über die Bewegung von Körpern auf einer Umlaufbahn“). Er leitete dort nicht nur die Keplergesetze ab (Ellipsenbahn), sondern auch Bahnen auf anderen Kegelschnitten (Hyperbeln, Parabeln) und behandelte die Bewegung eines Körpers in einem Medium mit Widerstand. Halley berichtete darüber im Dezember 1685 vor der Royal Society und drängte Newton auf Veröffentlichung seiner Ergebnisse. Während dieser Zeit hatte Newton auch Kontakte zum Royal Astronomer John Flamsteed, der ihn mit Beobachtungsdaten der Planeten versorgte. Im April 1686 wurde das endgültige Manuskript der „Principia“ der Royal Society präsentiert, die am 30. Juni der Veröffentlichung zustimmte. Am 5. Juli 1686 erteilte Samuel Pepys die Druckerlaubnis.
Die Druckkosten übernahm Halley, da die Royal Society ihr Budget für Druckkostenzuschüsse mit der Herausgabe des von Francis Willughby stammenden und von John Ray vollendeten Werkes De Historia Piscium, einer Naturgeschichte der Fische, aufgebraucht hatte.

## Inhalt
Das rund 600 Seiten lange Werk ist in drei Bücher gegliedert. Das erste enthält vor allem die mathematischen Herleitungen der Newtonschen Bewegungsgesetze (Dynamik und Gravitation). Das zweite, ebenfalls sehr mathematisch orientierte Buch handelt von Körperbewegungen in viskosen Flüssigkeiten. Das zweite Buch endet mit der Widerlegung der Hypothese, die Bewegungen der Planeten und deren Trabanten seien durch Wirbelbewegungen eines das ganze Weltall erfüllenden ätherischen Fluidums verursacht. Somit stellt Newtons Principia mathematica von 1687 unter anderem eine Antwort auf Descartes’ Principia philosophiae aus dem Jahr 1644 dar, wo Descartes im dritten Abschnitt Von der sichtbaren Welt genau dies auf fluidmechanische Art ausführlich zu begründen versuchte. Mit der Theorie eines unendlich ausgedehnten Ätherfluidums hatte Descartes den Großteil der damaligen Gelehrten überzeugt. (Später kritisierte Newton das Ätherfluidum nochmals in seinem sehr einflussreichen Buch Opticks von 1704.) Das dritte Buch mit dem Titel Über das Weltsystem betrifft die Anwendung der in den ersten beiden Büchern erarbeiteten Erkenntnisse auf die tatsächlichen Bewegungen von Himmelskörpern, wobei Newton seine Berechnungen mit einer Vielzahl von Messdaten anderer Naturforscher vergleicht und auf diese Weise die Richtigkeit seiner theoretischen Herleitungen beweist. In diesem Sinne leitet Newton das dritte Buch mit den folgenden Worten ein:

„In den vorangegangenen Büchern habe ich Prinzipien für die Physik dargelegt, allerdings keine physikalischen, sondern nur mathematische, nämlich damit auf deren Grundlage physikalische Dinge behandelt werden können. … Es bleibt uns nun noch übrig, auf der Grundlage dieser Prinzipien den Aufbau des Weltsystems auseinanderzusetzen. Über dieses Thema habe ich das dritte Buch in allgemeinverständlicher Form abgefaßt, damit es von recht vielen gelesen werden kann …“

## Buchbesprechungen
Edmond Halley veröffentlichte Anfang 1687 in den Philosophical Transactions der Royal Society eine Besprechung der „Principia“.

## Weitere Ausgaben und Übersetzungen
Ab 1709 arbeitete Newton mit wesentlicher Unterstützung des Plumian Professors für Astronomie am Trinity College, Roger Cotes, an einer zweiten Auflage der „Principia“, die 1713 veröffentlicht wurde, mit einem umfangreichen und aufschlussreichen, mit Newton abgestimmten Vorwort des Herausgebers Cotes. Newton war zu dieser Zeit als Vorsteher der Königlichen Münze beschäftigt und im Übrigen in verschiedene Prioritätsstreitigkeiten, besonders mit Leibniz, verwickelt. In einem „General Scholium“ am Ende von Buch 3 in dieser zweiten Auflage kritisiert er Descartes und Leibniz. Hier findet sich auch sein berühmter Satz, er würde keine Hypothesen bilden („Hypotheses non fingo“). Die dritte Auflage erschien am 25. März 1726 unter Mitarbeit von Henry Pemberton (den Newton diesmal lobend im Vorwort erwähnt).
1739 bis 1742 erschien in Genf eine Ausgabe der 3. Auflage mit ausführlichem Kommentar (beinahe Zeile für Zeile), herausgegeben durch die Franziskaner Thomas Le Seur und François Jacquier (aber auch andere Wissenschaftler arbeiteten daran mit), in der sie auch den moderneren Leibnizkalkül der Infinitesimalrechnung verwendeten. Diese sogenannte Jesuiten-Edition wurde noch 1980 vom Newton-Biographen Richard Westfall als eine der bestkommentierten Ausgaben der „Principia“ empfohlen. Newton selber hatte in der Darstellung in seinen „Principia“ die Infinitesimalrechnung und arithmetische Gleichungen vermieden und seine mathematischen Ableitungen als geometrische Proportionen vorgestellt. Das war angelehnt an die klassische Form der Darstellung von Mathematik seit dem antiken Griechenland (Euklids Elemente).
Zwischen 1745 und 1749 verfasste Émilie du Châtelet, eine Freundin von Voltaire, gemeinsam mit Alexis-Claude Clairaut eine Übersetzung ins Französische. In Frankreich erfuhren Newtons Theorien, die durchaus nicht bei allen Zeitgenossen Zustimmung fanden, erst in Form der Übersetzung und analytischen Kommentierung von du Châtelet Akzeptanz. Gottfried Wilhelm Leibniz und Christiaan Huygens, zwei große Wissenschaftler-Zeitgenossen auf dem „Kontinent“, dagegen waren und blieben bis zu ihrem Tod skeptisch.
Die erste deutschsprachige Gesamtausgabe wurde 1872 von Jakob Philipp Wolfers herausgegeben.
Eine weltweite Recherche förderte 2020 eine unerwartet große Zahl von insgesamt 387 Exemplaren der „Principia“ in 27 Ländern zutage; davon waren 200 zuvor unbekannt gewesen.

## Sonstiges
Der Asteroid des inneren Hauptgürtels (2653) Principia wurde nach dem Werk benannt.

## Ausgaben

### Originalausgaben
- Isaac Newton: Philosophiae Naturalis Principia Mathematica. 1. Auflage. Jussu Societatis Regiae ac typis Josephi Streater, London 1687 (cam.ac.uk [abgerufen am 30. Juli 2017]). Digitalisat von Newtons eigenem Exemplar der Erstausgabe vom Juli 1687 mit zahlreichen eigenhändigen Notizen.
- Digitalisat der 2. Aufl. Cantabrigiæ 1713 in der Digitalen Bibliothek der Österreichischen Nationalbibliothek.
- Isaac Newton: Philosophiae Naturalis Principia Mathematica. 3. Auflage. Innys, Regiae Societatis typographos, London 1726 (uni-goettingen.de [abgerufen am 30. Juli 2017]). (Moderne Edition: Isaac Newton’s Philosophiae Naturalis Principia Mathematica, the 3rd Edition with Variant Readings. Herausgeber Alexandre Koyré, I. Bernard Cohen (unter Mithilfe von Anne Whitman). Harvard University Press, Cambridge/Mass. 1972, ISBN 0-674-66475-2.)

### Deutsche Übersetzungen
- Sir Isaac Newton’s Mathematische Principien der Naturlehre. Mit Bemerkungen und Erläuterungen. Herausgegeben von J. Ph. Wolfers, R. Oppenheim, Berlin 1872, online.
- Mathematische Grundlagen der Naturphilosophie. Ausgewählt, übersetzt, eingeleitet und herausgegeben von Ed Dellian. Meiner, Hamburg 1988. (Philosophische Bibliothek; Band 394), ISBN 3-7873-0764-8; Neuauflage 2007 im Academia Verlag Sankt Augustin; 4. Aufl. 2016.
- Die mathematischen Prinzipien der Physik. Übersetzt und herausgegeben von Volkmar Schüller, de Gruyter, Berlin u. a. 1999, ISBN 3-11-016105-2 (der dritten Auflage folgend, mit zusätzlichem Material wie Rezensionen der drei Ausgaben zu Newtons Lebzeiten und von Newton gestrichenen Texten aus der ersten Auflage).

### Englische Übersetzungen
- Andrew Motte (Übersetzer): The Mathematical Principles of Natural Philosophy. London 1729 (Übersetzung der 3. Auflage von 1726). Nachdruck Amherst, 1995.
- Florian Cajori unter Benutzung von Mottes Übersetzung: Sir Isaac Newtons Mathematical Principles of Natural philosophy and his system of the world. University of California Press, Berkeley 1934 (mit dem ursprünglichen Entwurf von Buch 3 „System of the World“).
- I. Bernard Cohen, Anne Whitman: The Principia. Mathematical Principles of Natural Philosophy. A New Translation. Mit einer Einleitung „A Guide to Newton’s Principia“ von I. B. Cohen, University of California Press, Berkeley 1999.